# PCI Augsburg
Die PCI Augsburg GmbH (gegründet als Poly-Chemie-Ingenieurgesellschaft mbH) ist ein Hersteller von bauchemischen Produkten mit Hauptsitz in Augsburg und zwei weiteren Produktionsstandorten in Hamm und Wittenberg. Die PCI Gruppe vertreibt zusammen mit ihren Schwestergesellschaften die Marken PCI und THOMSIT in Europa und erzielte 2022 einen Umsatz von knapp 350 Mio. € (netto). Seit Mai 2023 ist die PCI Gruppe Teil der Sika AG

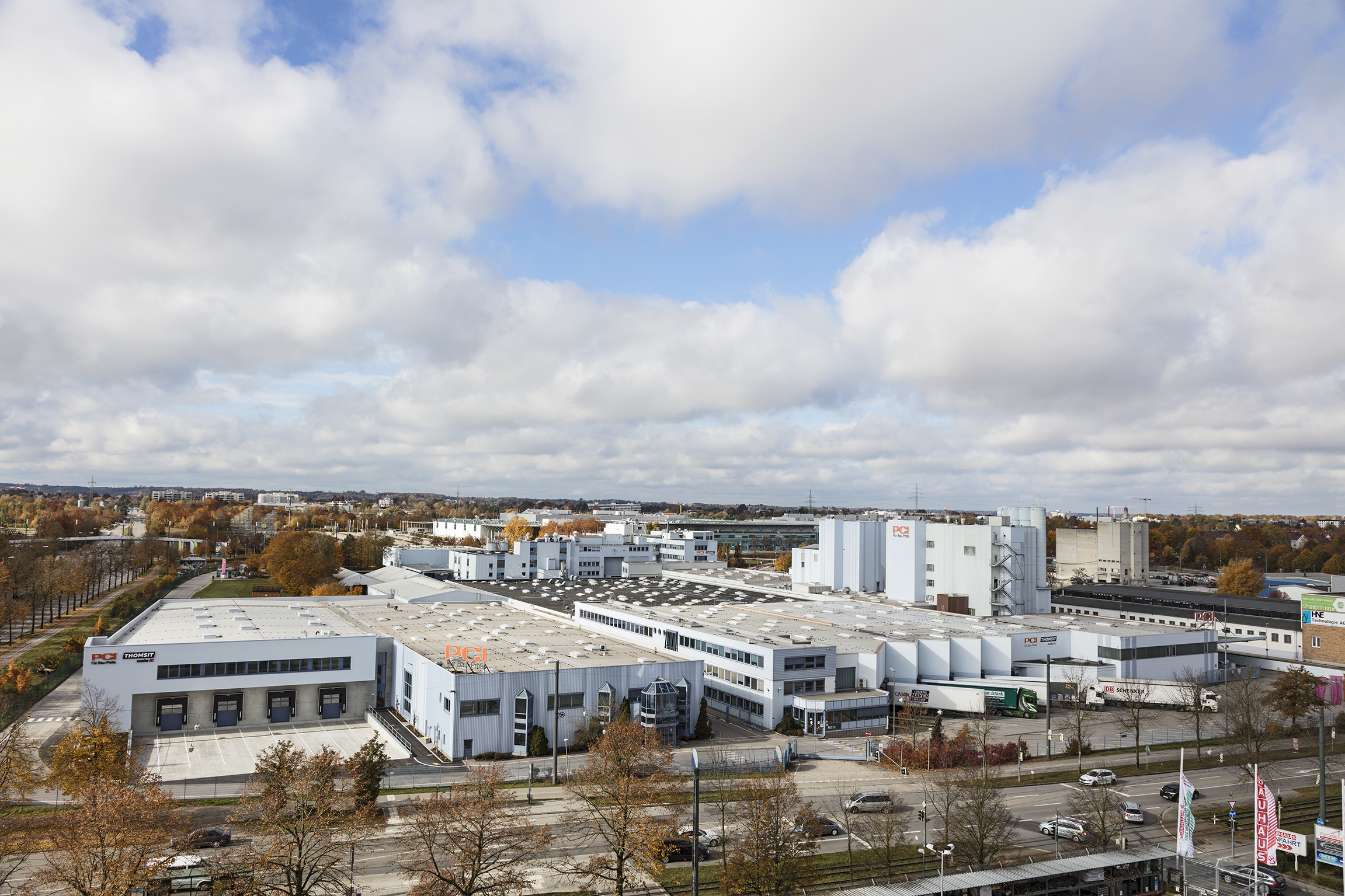
PCI-Werk Augsburg

## Geschichte
Im Jahr 1950 wurde das Unternehmen von Hans W. Schulz, Kaufmann in Frankfurt und Karl Strehle, Ingenieur in Augsburg als Poly-Chemie-Ingenieurgesellschaft mbH in Frankfurt/Main mit Produktionsstätte in Augsburg gegründet.
Mit dem Unternehmensziel „Herstellung und Vertrieb von synthetischen Kunststoffen für die Bauwirtschaft und chemisch technische Beratung“ wurden Beschichtungen für Betonböden und Zementestriche entwickelt.
Mit der „Beton-Emulsion“, einer Neuentwicklung zur Verbesserung der Hafteigenschaften von zementären Mörteln wurde die Basis für einen erfolgreichen Markteinstieg geschaffen.
Die Markteinführung eines zementgebundenen Fliesenklebers zur Verklebung keramischer Fliesen im Dünnbettverfahren war 1959 der Beginn einer bis zum heutigen Zeitpunkt andauernden Entwicklung im Bereich der Verlegewerkstoffe.
In den Folgejahren konzentrierte sich das Unternehmen auf die Entwicklung verformungsfähiger Verlegewerkstoffe und realisierte ein umfassendes Fliesenverlegesystem.
Das Produktsortiment wurde über die Jahre weiter ausgebaut und beinhaltet heute rund 300 Produkte aus den Bereichen Fliesentechnik, Bautechnik und Fußbodentechnik.
Seit 2017 ist die Marke THOMSIT Bestandteil des Produktportfolios der PCI Gruppe.

## Produkte
Die PCI Gruppe vertreibt die Produkte der Marke PCI über den Baustoff-Fachhandel, den Fliesen-Fachhandel, den Maler- und Bodenbelags-Großhandel sowie international über Niederlassungen und Schwestergesellschaften in verschiedenen europäischen Ländern.
Die bekanntesten Produkte sind die Schutz- und Haftgrundierung PCI Gisogrund sowie der verformungsfähige Fliesenkleber PCI Flexmörtel. Die gesamte Produktpalette umfasst bauchemische Produkte und Produktsysteme für folgende Anwendungsbereiche:
- Spachtel- und Ausgleichsmassen sowie Reparaturmörtel
- Produkte für die Betoninstandsetzung und Betonkosmetik
- Grundierungen und Vorstriche zur Untergrundvorbereitung
- Kleber und Fugenmörtel für keramische Fliesen und Naturwerksteine
- Bodenbelags- und Parkettklebstoffe
- Beschichtungen von Bodenflächen und Schnellestriche
- Verbundabdichtungen für Badezimmer, Balkone und Terrassen
- Bauwerksabdichtungen für Keller und Außenwände
- Elastische Dichtstoffe
- Drain- und Pflasterfugenmörtel für den Garten- und Landschaftsbau

## Marken
Zur PCI Gruppe gehört neben der Marke PCI auch die Marke THOMSIT. PCI ist dabei die Leitmarke für den Geschäftsbereich Fliesentechnik und Bautechnik, THOMSIT die Leitmarke für den Geschäftsbereich Fußbodentechnik.

### THOMSIT
Die Marke THOMSIT wird über den Bodenbelags-, Parkett- und Maler-Großhandel vertrieben. Das Sortiment von THOMSIT umfasst ein komplettes Portfolio von Bodenverlegesystemen – von der Untergrundreparatur und Untergrundvorbereitung bis zur Verklebung von Bodenbelägen. Im Januar 2017 hat die BASF SE von der Firma Henkel das westeuropäische Geschäft mit Bodenverlegesystemen von THOMSIT sowie die globalen Markenrechte von THOMSIT übernommen und in die PCI Gruppe integriert.